# Matra Simca MS670
Chronologie des modèles (1972 - 1974)
La Matra Simca MS670 est une voiture de course de l'écurie française Matra Sports. Construite pour les 24 Heures du Mans 1972, qu'elle remporte, ses évolutions « B » puis « C » gagnent aussi cette course en 1973 et 1974. Elle est propulsée par un moteur V12 MS72 de 450 ch à 10500 tr/min.
La conception de la voiture a été faite sous la responsabilité de l'ingénieur Bernard Boyer, qui a notamment supervisé les dessinateurs Paul Carillo et Roland Roy, ainsi que l'aérodynamicien Jean-Jacques Zignani.

## Palmarès

### 24 Heures du Mans
- Victoire en 1972 avec Pescarolo/Hill (et 2e place pour Cevert/Ganley)
- Victoire en 1973 avec Pescarolo/Larrousse (et 3e place pour Jabouille/Jaussaud)
- Victoire en 1974 avec Pescarolo/Larrousse (et 3e place pour Jabouille/Migault)

### Championnat du monde des voitures de sport(WSC)

#### 1973: Titre gagné en remportant cinq des dix courses du championnat
- 6 Heures de Vallelunga (Pescarolo/Larrousse/Cevert)
- 1 000 km de Dijon (Pescarolo/Larrousse; 3e Cevert/Beltoise)
- 1 000 km de Zeltweg (Pescarolo/Larrousse; 2e Cevert/Beltoise)
- 6 Heures de Watkins Glen (Pescarolo/Larrousse)
- 24 Heures du Mans (voir ci-dessus)

- Places d'honneur également aux 1 000 km de Monza avec Pescarolo/Larrousse (3e) et aux 1 000 kilomètres de Spa avec Amon/Hill/Pescarolo/Larrousse (3e)

#### 1974: Titre gagné en remportant neuf des dix courses du championnat[2]
- 1 000 km de Spa (Ickx/Jarier)
- 1 000 km du Nürburgring (Jarier/Beltoise)
- 1 000 km d'Imola (Pescarolo/Larrousse)
- 1 000 km de Zeltweg (Pescarolo/Larrousse; 2eJarier/Beltoise)
- 6 Heures de Watkins Glen (Jarier/Beltoise)
- 1 000 km du Castellet (Jarier/Beltoise; 2e Pescarolo/Larrousse)
- 1 000 km de Brands Hatch (Jarier/Beltoise; 2e Pescarolo/Larrousse)
- 6 Heures de Kyalami (Pescarolo/Larrousse; 2e Jarier/Beltoise)
- 24 Heures du Mans (voir ci-dessus)